# Carole & Tuesday
Carole & Tuesday (яп. キャロル&チューズデイ Кярору андо Тю:дзудэй, «Кэрол и Тьюзди») — 24-серийный аниме-сериал, снятый Синъитиро Ватанабэ на студии Bones в ознаменование 20-летия студии и 10-летия студии звукозаписи FlyingDog. Премьера состоялась 10 апреля 2019 года в программном блоке + Ultra от Fuji TV.

## Сюжет
Вторая половина XXI века, люди начали заселять частично терраформированный Марс. Тьюзди Симмонс, дочь набирающей влияние женщины-политика Валери, убегает из своего роскошного дома и отправляется в столицу Марса — многомиллионный город Альба-Сити, чтобы осуществить свою мечту стать музыкантом, имея при себе чемодан с вещами и акустическую гитару Gibson. В свой первый день в городе она пересекается с Кэрол Стэнли, ещё одним начинающим музыкантом, играющей на клавишных, и обе решают объединиться в дуэт двух певиц и авторов песен под названием Carole & Tuesday.

## Персонажи

### Главные герои
Кэрол Стэнли (яп. キャロル Кярору) —  семнадцатилетняя темнокожая сирота, которая выступает на улице в перерывах между работой на полставки, с которой её постоянно увольняют. Она играет на клавишных. Беженка с Земли, детство провела в лагере для беженцев. Не знает своих родителей. 
Сэйю: Миюри Симабукуро (голос), Nai Br.XX (вокал)
Тьюзди Симмонс (яп. チューズデイ Тю:дзудэй) — семнадцатилетняя девушка из богатой семьи, которая убегает в Альба-Сити и встречает Кэрол. Она играет на акустической гитаре. Является дочерью кандидата в президенты, выступающей против земных иммигрантов. 
Сэйю: Кана Итиносэ (голос), Селейна Энн (вокал)
Анжела Карпентер (яп. アンジェラ Андзэра) — знаменитая шестнадцатилетняя модель, которая работает вместе с Тао, чтобы стать признанной певицей. В отличие от главных героинь, её продвижением занималась приёмная мать Далия, а музыку писал ИИ, созданный Тао. В итоге Анжела лишена какой-либо мотивации и выполняет лишь задуманную программу Далии и Тао, тем не менее это не мешает ей недолюбливать Кэрол и Тьюзди и видеть в них соперниц. 
Сэйю: Сумирэ Уэсака (голос), Alisa (вокал)
Гас Голдман (яп. ガス・ゴルドマン Гасу Горудоман) — пятидесятичетырёхлетний мужчина, бывший рок-барабанщик и самопровозглашённый бывший великий менеджер, который решает помочь Кэрол и Тьюзди стать знаменитыми. Становится их продюсером.
Сэйю: Акио Оцука
Тао (яп. タオ) — музыкальный продюсер, который использует продвинутый искусственный интеллект для создания электронных песен. Он хладнокровный профессионал и признаёт, что предпочитает компанию ИИ людям. Все данные о себе предпочитает стирать из Сети.
Сэйю: Хироси Камия
Родди (яп. ロディ Роди) — семнадцатилетний парень, снявший самовольное выступление Кэрол и Тьюзди в концертном зале и выложивший его в интернет. Позже его нашёл Гас, и теперь он помогает их троице. Он работает звукорежиссёром.
Сэйю: Мию Ирино
Далия Карпентер (яп. ダリア Дариа) — агент и родитель Анжелы, страдает от марсианского андрогинства, из-за чего выглядит человеком неопределённого пола. Анжела зовёт Далию матерью. Возраст: 43 года.
Сэйю: Кэнъю Хориути

## Медиа

### Аниме
24-серийный оригинальный аниме-телесериал от студии Bones выпущен постановщиком Мотонобу Хори при участии Синъитиро Ватанабэ в качестве главного режиссёра и сценариста. Эйсаку Кубонути занимался оригинальными дизайнами персонажей, а Цунэнори Сайто адаптировал их для сериала. Премьера первой серии состоялась на канале Fuji TV + Ultra 10 апреля 2019 года и транслируется в Сети исключительно на Netflix. Сериал посвящён 20-летию Bones и 10-летию музыкальной студии FlyingDog. 1 мая 2019 года в эфире Line Live была показана специальная трансляция «Carole & Tuesday Golden Week Special». Она включала в себя документальный фильм о создании аниме, записи с участием певцов и музыкальное видео для вступительной песни «Kiss Me». Правами на международное распространение сериала обладает Netflix, первая половина Carole & Tuesday была выпущена с английским дубляжом 30 августа 2019 года.
С 28 июня 2019 года на официальном YouTube-канале аниме выходит восьмисерийный комедийный сериал Car&Tue, снятый на Flash.

### Музыка
Композитором фоновой музыки является канадский музыкант Mocky. Песни пишут приглашённые музыканты.
Открывающие темы
- «Hold Me Now», исполняют Nai Br.XX и Селейна Энн
- «Kiss Me», исполняют Nai Br.XX и Селейна Энн

Закрывающие темы
- «Polly Jean», исполняют Nai Br.XX и Селейна Энн
- «Not Afraid», исполняет Alisa

Вся музыка написана Mocky.
| №   | Название                                        | Исполнители             | Длительность |
| --- | ----------------------------------------------- | ----------------------- | ------------ |
| 1.  | «Kiss Me» (Nulbarich)                           | Nai Br.XX и Селейна Энн |              |
| 2.  | «Polly Jean» (Nulbarich)                        | Nai Br.XX и Селейна Энн |              |
| 3.  | «Hold Me Now» (Тим ван Беркестейн, Бенни Сингс) | Nai Br.XX и Селейна Энн |              |
| 4.  | Без названия                                    | G.RINA                  |              |
| 5.  | Без названия                                    | Flying Lotus            |              |
| 6.  | Без названия                                    | Thundercat              |              |
| 7.  | Без названия                                    | Майка Лубте             |              |
| 8.  | Без названия                                    | Cero                    |              |
| 9.  | Без названия                                    | Таро Умэбаяси           |              |
| 10. | Без названия                                    | Мэдисон Макферрин       |              |
| 11. | Без названия                                    | Тейлор Макферрин        |              |
| 12. | Без названия                                    | Марк Редито             |              |
| 13. | Без названия                                    | Элисон Вондерлэнд       |              |
| 14. | Без названия                                    | Энди Платтс             |              |
| 15. | Без названия                                    | Могуай                  |              |
| 16. | Без названия                                    | Стив Аоки               |              |
| 17. | Без названия                                    | Banvox                  |              |
| 18. | Без названия                                    | Исаак Грейси            |              |
| 19. | Без названия                                    | Джастин Хейворд         |              |
| 20. | Без названия                                    | Yahyel                  |              |

### Манга
Манга-адаптация сериала, проиллюстрированная Морито Яматакой, начала выходить в журнале Young Ace издательства Kadokawa Shoten 2 мая 2019 года. Всего вышло три тома.

## Примечание
1. ↑  Carole & Tuesday, a Groundbreaking Musical Anime, Introduces a New Character and the Artists Behind the Music (англ.). Anime News Network (6 декабря 2018). Дата обращения: 11 сентября 2019. Архивировано 12 мая 2019 года.
2. ↑  Shinichiro Watanabe, BONES' Original Anime Carole & Tuesday Reveals More Staff, Netflix Streaming, Story, Ad, Visual. Anime News Network (7 ноября 2018). Дата обращения: 7 ноября 2018. Архивировано 7 ноября 2018 года.
3. ↑  Carole & Tuesday Anime's 2nd Behind-the-Scenes Video Shows Music Recording. Anime News Network (28 марта 2019). Дата обращения: 28 марта 2019. Архивировано 28 марта 2019 года.
4. ↑  Shinichiro Watanabe, BONES Produce Carol & Tuesday Original Anime for April 2019. Anime News Network (8 марта 2018). Дата обращения: 8 марта 2018. Архивировано 8 марта 2018 года.
5. ↑  Dennison, Kara (27 апреля 2019). Carole & Tuesday Announces More Musicians, Golden Week Special. Crunchyroll. Архивировано 4 мая 2019. Дата обращения: 11 сентября 2019.
6. ↑  Carole & Tuesday Anime's 1st Half Debuts Worldwide on Netflix on August 30. Anime News Network (6 июля 2019). Дата обращения: 31 августа 2019. Архивировано 20 сентября 2019 года.
7. ↑  Carole & Tuesday Anime Gets Series of Flash-Animated Shorts. Anime News Network (28 июня 2019). Дата обращения: 29 июня 2019. Архивировано 29 июня 2019 года.
8. ↑  Carole & Tuesday Original Anime Gets Manga in May. Anime News Network (10 апреля 2019). Дата обращения: 17 июня 2019. Архивировано 11 июня 2019 года.